# Danijar
Danijar ibn Kasim (tatarsko Daniəl, Даниял, دانیال‎)  je bil v letih 1469-1486 sultan Kasimskega  kanata, * ni znano,  † 1486
Bil je sin sultana Kasima in vnuk kana Ulug Mohameda. Na prestol je prišel po očetovi smrti. 
V primarnih virih  je prvič omenjen leta 1471 v povezavi s pohodom moskovskega velikega kneza Ivana III. Vasiljeviča na Veliki Novgorod. "S svojimi princi, knezi in kozaki" se je 14. julija odlikoval v bitki pri reki Šelon. Po izgubi 40 mož je dobil dovoljenje, da se vrne domov. Na tem pohodu je bilo prepovedano jemati ljudi in pleniti. 
Leta 1472 je s svojo vojsko v Kolomni sodeloval pri obrambi Moskovske velike kneževine pred invazijo Ahmeda bin Kučuka, kana Velike horde.  Leta 1477 je na  pohodu Moskovske kneževine na Veliki Novgorod poveljeval polkom kasimskih Tatarov.
Večkrat je omenjen v pogodbenih spisih, na primer v potrdilih, da so prejeli davek od ruskih knezov.
Edini znani Danijarjev sin  Karakuča je umrl pred svojim očetom leta 1486 po neuspešnem zdravljenju zdravnika Antona. Antona so na ukaz kneza Ivana III. ubili sredi zaledenele reke Moskve. 
V primarnih virih se omenja Karakučev sin, vendar je po Danijarjevi smrti vladajočo dinastijo v Kasimovu zamenjala krimske dinastija.

## Vir
- Вельяминов-Зернов В. В. II. Данияр. Исследование о касимовских царях и царевичах. 2-е изд.  СПб.: В тип. Имп. Академии наук, 1863. — Т. I. (С четырьмя таблицами). str. 73-90.

| DanijarTukatimuridiRojen: ni znano Umrl: 1469 |                                    |                       |
| Vladarski nazivi                              |                                    |                       |
| Predhodnik: Kasim                             | Sultan Kasimskega kanata 1469–1486 | Naslednik: Nur Devlet |